# Ödön Beöthy
Dans le nom hongrois Beöthy Ödön, le nom de famille précède le prénom, mais cet article utilise l’ordre habituel en français Ödön Beöthy, où le prénom précède le nom.
Ödön Beöthy de Bessenyő (hongrois: bessenyői Beöthy Ödön, [ˈbøːti]), né le 2 décembre 1796 à Nagyvárad et décédé le 7 décembre 1854 à Hambourg est une personnalité politique hongroise.

## Carrière
Issue d'une famille hongroise de Transylvanie, il est le fils du colonel László Beöthy, qui fut également alispán, et de Janka Husztinger. Beöthy participe durant son service militaire (1812–1820) aux guerres napoléoniennes et combat notamment durant la bataille de Leipzig (1813). Juge (táblabíró) du comté de Bihar, membre du Parti libéral, il est envoyé au parlement par son comté en 1826 et à nouveau en 1830. Remarqué pour son éloquence, il ne devient réellement connu qu'à partir de la session de 1832-1836 quand, aux côtés de Ferenc Deák, il défend, comme catholique libéral, le point de vue protestant dans la question du mariage mixte. Il est aussi un ardent défenseur de la liberté d'expression.
En 1841, il est élu alispán (vice comte-suprême) de son comté afin de contrecarrer l'influence du főispán Lajos Tisza (en), et se fait le chancre de la cause populaire. Exclu après 1843, tant du parlement que de sa position officielle dans le comté, par les conservateurs, il recouvre toute son autorité aux débuts de la Révolution hongroise de 1848, devenant commandant de milice, député et főispán du Bihar. Il propose le 5 juillet 1848 une réforme radicale de la Chambre haute lors de sa première session. Durant toute la guerre d'indépendance, il sert énergiquement le gouvernement hongrois comme commissaire du gouvernement pour le Partium puis pour la Transylvanie (erdélyi kormánybiztos).
Il apparaît vers la fin de la guerre comme parlementaire à la diète de Szeged. Après la capitulation de Világos (en) le 13 août 1849, il se réfugie successivement à Paris, Londres (auprès de Richard Cobden) puis Jersey où il fait la connaissance de Victor Hugo qui le reçoit chez lui. De là, il part à Hambourg retrouver sa femme. Il y meurt le 7 décembre 1854. 

Beöthy était un homme d'une grande habileté et un excellent orateur. Il a exercé une grande influence sur ses contemporains, aussi bien sur le plan social que politique, notamment en raison de son tact et de son esprit plaisant.

## Source
- József Szinnyei: Magyar írók élete és munkái I. (Aachs–Bzenszki), Hornyánszky, Budapest, 1891.